# Ambon
Ambón je del cerkve namenjen besednemu bogoslužju. Ambon stoji neposredno pred svetimi vrati.
Ambon je po navadi izdelan kot ograja z bralnim pultom oziroma stojalom (pri starokrščanskih kornih pregradah), na katero duhovnik ali ministrant oziroma bralec Božje besede postavi lekcionar (knjigo z berili in evangeliji). Ambon običajno stoji na nekoliko dvignjenem podstavku, da se bralca bolje vidi in sliši.
V nekaterih cerkvah sta tudi dva ambona - v tem primeru se bere berilo (epistol) pri desnem (južnem) ambonu, evangelij pa pri levem (severnem) ambonu (gledano iz cerkvene ladje proti oltarju). Zato se tudi leva stran prezbiterija imenuje evangeljska stran, desna pa listna stran.
Ambon je predhodnik prižnice.

## Zgodovina
Prvotno se je ambon nahajal v središču ladje. To je bila povišana platforma, kjer so brali spise božanske liturgije in je še vedno tako urejena za praznovanja bogoslužja svetega Jakoba. Gre za razvoj beme (korne pregrade) v židovski sinagogi.
V ruski pravoslavni cerkvi škof stoji na postavljeni platformi (kafedra) v sredini ladje, kot pri starih bemah.
Prvotno se je uporabljal tako na Vzhodu kot Zahod, a je struktura skoraj izginila v zahodnem krščanstvu. V zgodnjih zahodnih cerkvah je bil znan tudi kot gradus, lectorium ali lectricium. Iz njega se je razvil govorniški pult ali prižnica in je v obliki pevskega pulta, dostopen po stopnicah. Na Zahodu sta bila pogosto dva ambona, eden na severu (za branje ali petje evangelija) in eden na južni strani prezbiterija. Ostanke ambona je mogoče videti v baziliki sv. Klementa v Rimu in baziliki svetega Marka v Benetkah.

## Uporaba
Ambon je prostor iz katerega diakon prebere evangelij, govori litanije in duhovnik daje odpustke v času opravljanja kanonične službe.
Ambon je del oltarja (tj. svetišča), tako da nanj stopa le duhovščina. Izjema je, ko pridejo ljudje prejemati sveto obhajilo. Med posvetitvijo matere po porodu, novorojenčka sprejme duhovnik na ambon (pod pogojem, da je bil otrok v tem času že krščen, v nasprotnem primeru je na to slovesnost počakati po krstu). Če je otrok ženskega spola, ga duhovnik sprejme pred ikono Matere božje; če je moški pa pred oltarjem.
V nekaterih grških ortodoksnih župnijah, je ambon na strani (običajno liturgičnem severu, nasproti škofovskega prestola) ikonostasa. Ohranja le nekatere izmed funkcij starodavnega ambona. Iz ambona se bere pismo in pridiga (podobno kot iz zahodne prižnice), medtem ko se evangelij bere iz solea. Praksa umestitve škofa v sredini ladje je ohranjena v župnijah brez stola ali klopi. Če ima župnija stol in klop, se pridobitev pravic škofa dodeli blizu ikonostasa.
Zadnja javna molitev božanske liturgije je »Molitev pred ambonom« (grško: euche opisthambonos), prvotno zahvalna molitev. V starih časih je bilo veliko molitev opravljenih pred ambonom, napisane za različne praznike v cerkvenem letu in za tiste občasne dogodke (poroke, pogrebe, itd). V nekaterih pravoslavnih cerkvah je v uporabi bolj obsežna zbirka molitev.

## Vir
1. ↑  "Gospel in the Liturgy" article from The Catholic Encyclopedia
2. ↑  Ambo Definition from Answers.com.
3. ↑   Arhivirano 2011-07-06 na Wayback Machine. USCCB Glossary of Church Terms: "Ambo: The place where the Scriptures are proclaimed. Avoid: Pulpit"

- Wilfried Koch, Umetnost stavbarstva, MK 1999, ISBN 86.11-14124-5